# بيريليوفوروس

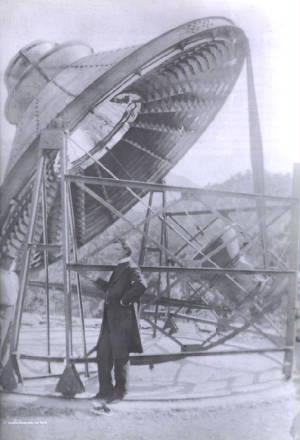
البيريليوفوروس

البيريليوفوروس (بالبرتغالية: Pirelióforo‏) هو جهاز مشابه للمرايا الحارقة، تم إنشاؤها بواسطة الكاهن البرتغالي مانويل أنطونيو غوميز، المعروف أيضا بادري هيمالايا، كان الهدف منها هو إذابة أنواع عديدة من المواد باستخدام الطاقة الشمسية. يستخدم الجهاز العديد من المرايا على شكل طوابق لتركيز أكبر قدر من الأشعة الشمسية على نقطة مشتركة، يمكن للجهاز توليد حوالي 3500 درجة مئوية كافية لإذابة أغلب أنواع المعادن والصخور.
على عكس المرايا الحارقة يستخدم البيريليوفوروس مجموعة من المرايا على شكل قطع مكافئ لتركيز الأشعة الشمسية على النقطة المشتركة، بدلا من العدسة. كما يستخدم الجهاز نظام تعقب كحركة عقارب الساعة ليماثل حركة الشمس طوال فترة تواجدها.
كان هذا الجهاز من أكثر الأجهزة جذبا للانتباه في المعرض العالمي بسانت لويس عام 1904. وفاز بميداليتين ذهبيتين وميدالية فضية. حمى هيمالايا ملكيته الفكريه وقام بتسجيل براءة اختراع للجهاز في العديد من الولايات القضائية، بما في ذلك بريطانيا العظمى برقم GB190116181، أو في أمريكا برقم US797891.

## الصور

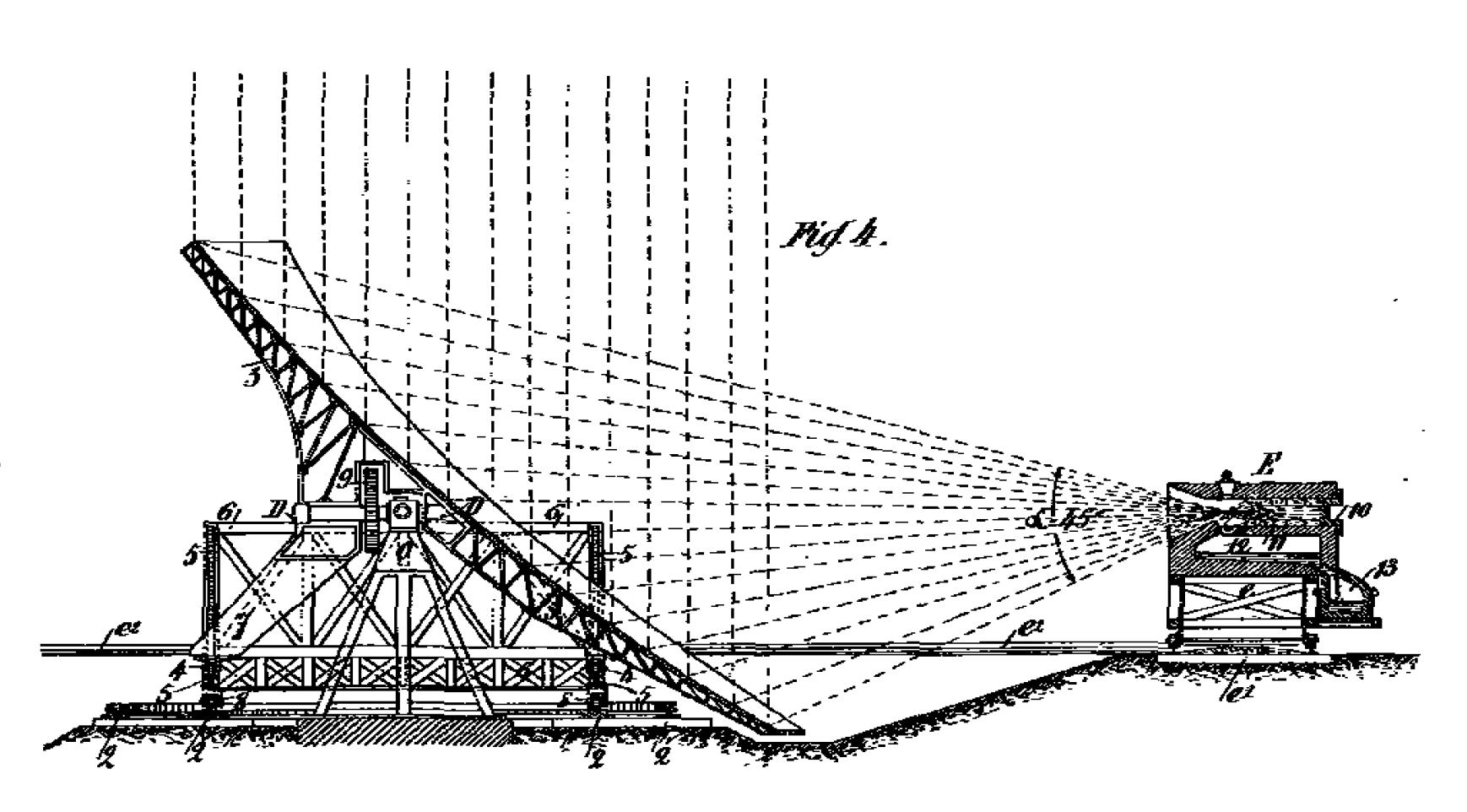
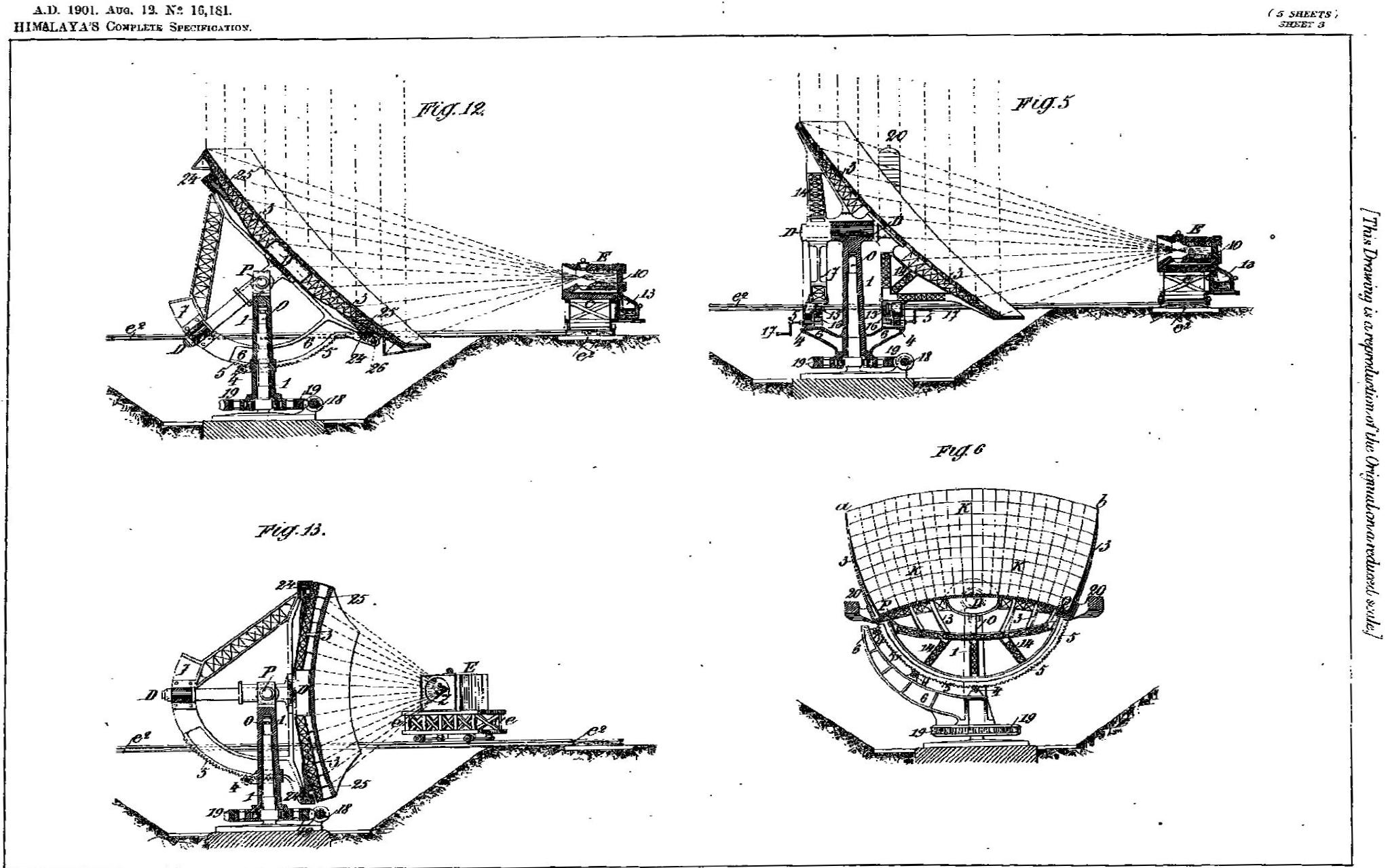
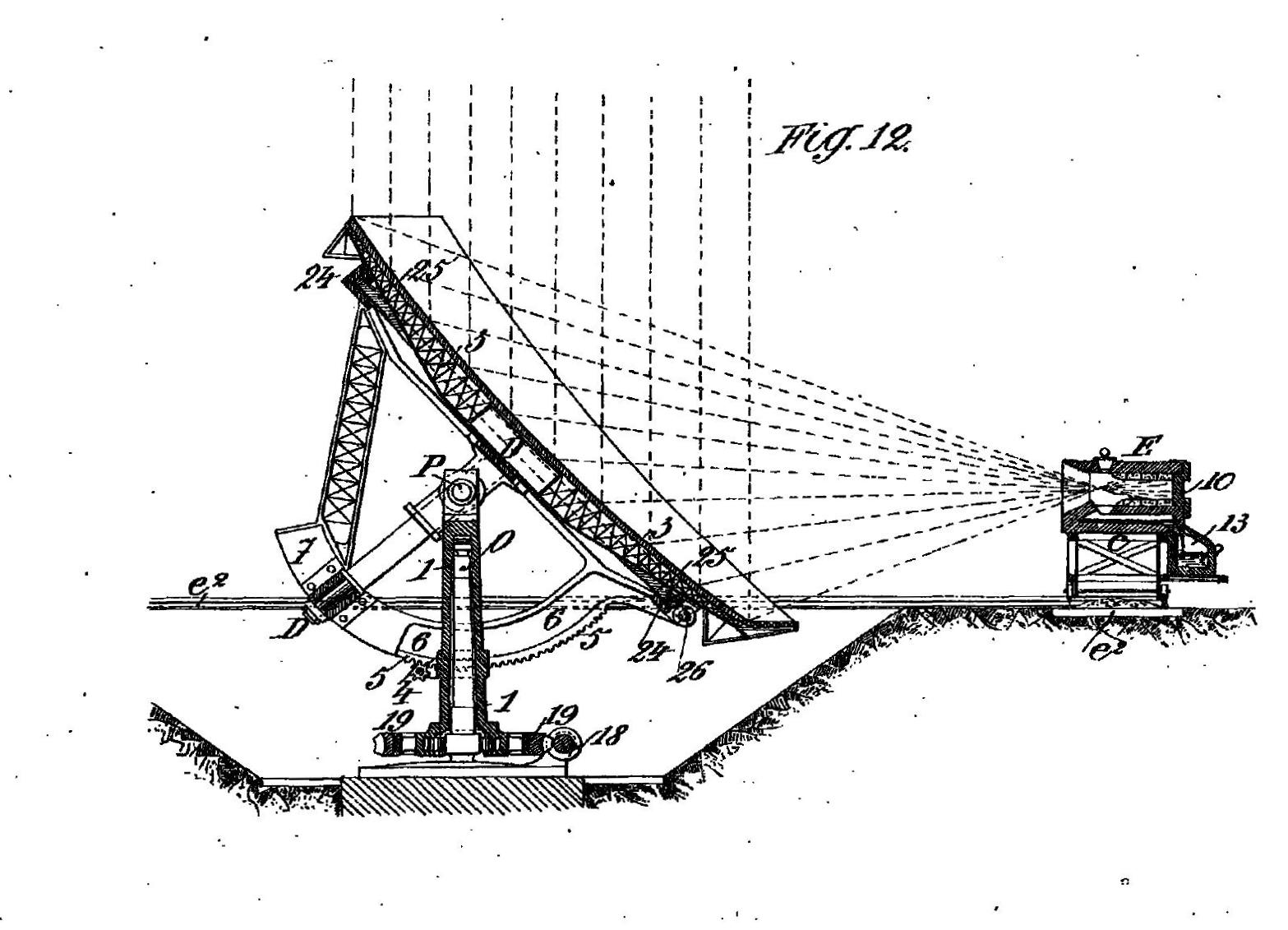